# Alexandria Borg El Arab
Alexandria Borg El Arab (IATA: ALY, ICAO: HEAX), (arabiska: مطار برج العرب الدولي) är en internationell flygplats sydväst om Alexandria i norra Egypten. Den betjänar staden Alexandria och samhällena i Nildeltat.
Den ligger 43 kilometer från Alexandrias centrum och är sedan El Nouzha stängdes 2010 är Borg El Arab den enda flygplatsen i området. Flera lågprisflygbolag flyger från Borg El Arab och Air Arabia Egypt har sin bas här.

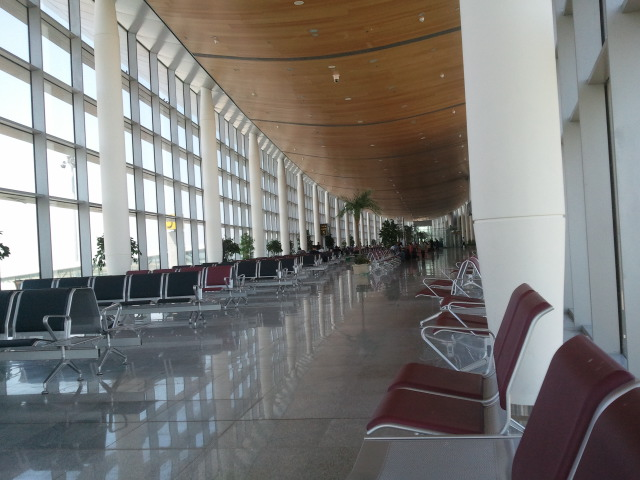
Avgångshallen.